# Hunnenstein (Bad Dürrenberg)
Der Hunnenstein (auch Die Hand) ist ein vorgeschichtlicher Menhir, der ursprünglich auf dem Keuschberg in Bad Dürrenberg stand und heute im dortigen Kurpark, nahe dem südlichen Ende des Gradierwerks liegt.

## Beschreibung
Der Menhir besteht aus gelbgrauem Braunkohlenquarzit. Er hat eine Höhe von 233 cm, eine Breite von 90 cm und eine Tiefe von 53 cm. Er ist von unregelmäßiger Form und weist an beiden Enden grobe Abschlagflächen auf. Seine Oberfläche besitzt mehrere natürliche Vertiefungen, von denen drei offenbar nachbearbeitet worden sind, um ihnen entsprechend einer Sage das Aussehen einer menschlichen Hand, einer Hundepfote und eines Pferdehufs zu geben. Diese drei Vertiefungen werden außerdem gelegentlich mit Goldbronze bemalt.

## Der Hunnenstein in regionalen Sagen
Gemäß einer Sage soll am 15. März 933 der ostfränkische König Heinrich I. während eines Feldzugs gegen die Ungarn auf dem Keuschberg sein Lager aufgeschlagen haben. Als er am Morgen einen blutroten Sonnenaufgang und die Lagerfeuer des ungarischen Heeres sah, fiel er vor dem Menhir zum Gebet nieder und bat um göttlichen Beistand. Er stand wieder auf mit den Worten „So wahr als meine Hand auf diesem Stein sich abdrückt, so gewiss werden wir den Sieg davontragen!“ Tatsächlich wurde der Stein so weich, dass Heinrichs Hand einen Abdruck darin hinterließ.
Nach einer Variante dieser Sage war ein solches den Sieg verheißendes Zeichen nur dann möglich, wenn drei Wesen zugleich den Stein berührten. Da aber keiner von Heinrichs Kriegern sich traute, dem König zu helfen, standen ihm nur ein Hund und ein Pferd zur Seite. Ihre Pfoten- bzw. Hufabdrücke sind daher neben Heinrichs Hand zu sehen.